# Provincia de Anta
La provincia de Anta es una de las trece que conforman el departamento del Cusco en los Andes del sur del Perú.
Limita por el norte con la provincia de La Convención y la provincia de Urubamba, por el este con la provincia del Cusco y la provincia de Paruro, y por el sur y el oeste con el departamento de Apurímac.

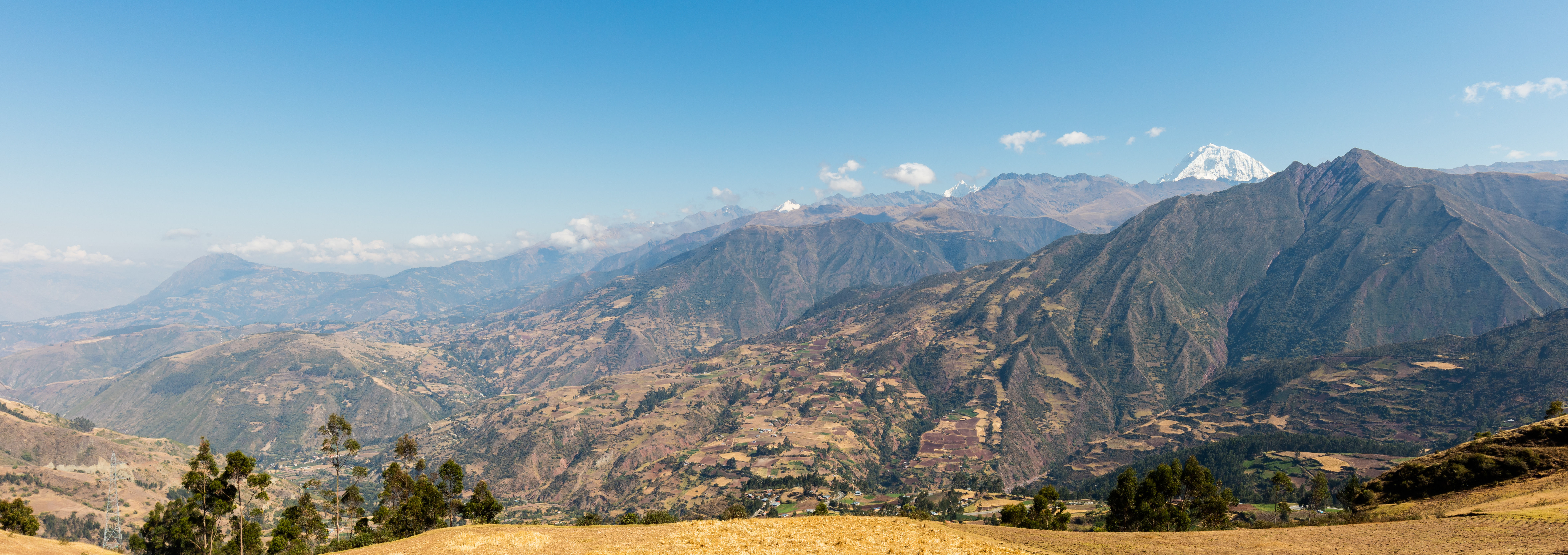
Vista desde Limatambo

## Historia
El Congreso de la República, considerando la excesiva extensión de la provincia de Abancay y la situación topográfica para la difícil expedición de documentos administrativos y circulación de órdenes superiores, crea la provincia de Anta, considerando la división natural que demarca el río Apurímac, el 19 de noviembre de 1839.

## División administrativa
La provincia tiene una extensión de 1876.12 km² y se encuentra dividida en nueve distritos.
| Distrito      | Capital       |
| ------------- | ------------- |
| Anta          | Anta          |
| Ancahuasi     | Ancahuasi     |
| Cachimayo     | Cachimayo     |
| Chinchaypujio | Chinchaypujio |
| Huarocondo    | Huarocondo    |
| Limatambo     | Limatambo     |
| Mollepata     | Mollepata     |
| Pucyura       | Pucyura       |
| Zurite        | Zurite        |

## Población

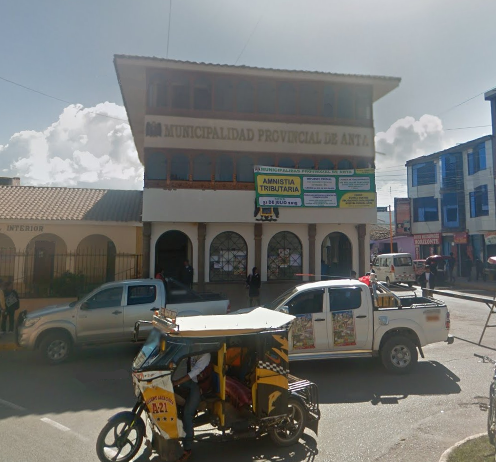
Sede de la Municipalidad Provincial de Anta en Izcuchaca

La provincia tiene una población aproximada de 54 828 habitantes, distribuida en sus 9 distritos.

## Capital
La capital de la provincia es Anta.

## Autoridades

### Regionales
- Consejeros regionales
  - Gestión 2023-2026[2]

  1. Stig Loaiza Uscamayta (Movimiento Regional Inka Pachakuteq)
  2. Felipe Hermoza Rojas (Alianza para el Progreso)

### Municipales
- Gestión 2023-2026
  - Alcalde: Elías Ccollatupa Chacón, de Movimiento Regional Inka Pachakuteq.
  - Regidores:

  1. Toribia Ojeda Huanccollucho (Movimiento Regional Inka Pachakuteq)
  2. Julio César Huari Huari (Movimiento Regional Inka Pachakuteq)
  3. Katiuska Anccasi Vargas (Movimiento Regional Inka Pachakuteq)
  4. Juan Carlos Huamán Sinchi (Movimiento Regional Inka Pachakuteq)
  5. María Elena Robles Mejía (Movimiento Regional Inka Pachakuteq)
  6. Eliseo Huillca Huamaní (Movimiento Regional Inka Pachakuteq)
  7. Ubaldo Kuncho Rimachi (Alianza para el Progreso)
  8. Kely Adriana Mamani Apaza (Alianza para el Progreso)
  9. Justo Mescco Pumasupa (Partido Frente de la Esperanza 2021)

### Regionales
- Consejeros regionales
  - 2019-2022[2]

  1. Eduardo Vargas Troncoso (Democracia Directa)
  2. Victoria Santa Cruz Vargas (Partido Democrático Somos Perú)

### Municipales
- 2019-2022[2]
  - Alcalde: Wiliam Loaiza Ramos, de Democracia Directa.
  - Regidores:

  1. Raúl Valerio Sullca Ramos (Democracia Directa)
  2. Yony Hinojosa Ttito (Democracia Directa)
  3. Julio Riquelme Huallparimachi (Democracia Directa)
  4. Ernesto Corbacho Valencia (Democracia Directa)
  5. Rómulo Garcés Vargas (Democracia Directa)
  6. Ebert Amachi Huillca (Democracia Directa)
  7. Behelinda Cayo Baca (Partido Democrático Somos Perú)
  8. Moisés Paguada Andrade (Movimiento Regional Inka Pachakuteq)
  9. Enrique Zúñiga Velasque (Restauración Nacional)

## Festividades
- Fiesta de la Cruz
- Señor de Qoyllorit'i
- Señor de la Exaltación
- Inmaculada Concepción